# Skënderbeu Korçë
Skënderbeu Korçë (fullständigt namn: Klubi futbollistik Skënderbeu Korçë) är en albansk fotbollsklubb från staden Korça i den sydöstra delen av landet. Klubben spelar för närvarande i Kategoria Superiore som är den högsta divisionen i Albanien. Eftersom Skënderbeu vann ligan säsongen 2011/2012 är klubben regerande mästare. Klubben är uppkallad efter Albaniens nationalhjälte Skanderbeg (Skënderbeu på albanska). Klubben spelar sina hemmamatcher på Stadiumi Skënderbeu, som har kapacitet för 12 000 åskådare.

## Meriter

### Inrikes
Liga
- Kategoria Superiore (nivå 1)
  - Vinnare (5): 1933, 2010/2011, 2011/2012, 2012/2013, 2013/2014, 2017/2018
  - Tvåa (3): 1930, 1934 & 1976/1977
- Kategoria e Parë (nivå 2)
  - Vinnare (3): 1975/1976, 2004/2005 & 2006/2007
  - Tvåa (3): 1989/1990, 1994/1995 & 2004/2005

Cup
- Albanska cupen
  - Tvåa (3): 1958, 1965 & 1976
- Albanska supercupen
  - Tvåa (1): 2011

Turneringar
- SuperSport Trophy
  - Vinnare (1): 2011

## Placering senaste säsonger
| Säsong  | Nivå | Liga                | Placering | Webbplats |
| ------- | ---- | ------------------- | --------- | --------- |
| 2018/19 | 1    | Kategoria Superiore | 4         | [ 1 ]     |
| 2019/20 | 1    | Kategoria Superiore | 4         | [ 2 ]     |
| 2020/21 | 1    | Kategoria Superiore | 7         | [ 3 ]     |
| 2021/22 | 1    | Kategoria Superiore | 10        | [ 4 ]     |
|         |      |                     |           |           |
| 2022/23 | 2    | Kategoria e Parë    | 1         | [ 5 ]     |